# Phyllocycla bartica
Phyllocycla bartica är en trollsländeart som beskrevs av Philip Powell Calvert 1948. Phyllocycla bartica ingår i släktet Phyllocycla och familjen flodtrollsländor. Inga underarter finns listade i Catalogue of Life.